# Museo polare etnografico Silvio Zavatti
Il Museo polare Silvio Zavatti di Fermo è l'unico in Italia dedicato alle ricerche polari artiche italiane. 
È stato fondato dall'esploratore e studioso forlivese Silvio Zavatti nel 1969 a Civitanova Marche.

## Storia
Silvio Zavatti aveva già fondato nel 1944 a Forlì l'Istituto Geografico Polare e l'anno seguente la rivista Il Polo. Nel 1959 aveva effettuato la sua prima spedizione polare nell'isola periantartica di Bouvet. Tra il 1961 ed il 1969 aveva effettuato cinque spedizioni etnografiche in Artico:
- 1961 - Rankin Inlet (Canada),
- 1962 - Lapponia,
- 1963 - Ammassalik (Groenlandia),
- 1967 - Rankin Inlet (Canada),
- 1969 - Repulse Bay (Canada).

Nel 1985 il museo è stato acquistato dal Comune di Fermo e nel 1993 è stato inaugurato a Villa Vitali, sede dei Musei Scientifici della città. A seguito del terremoto che ha colpito le Marche e l'Umbria nel 2016, la sede del museo è stata trasferita in corso Cavour, presso Palazzo Paccaroni.
Il Museo è affiancato dall'Associazione Esploratori Polari italiani diretta da Renato Zavatti, figlio del fondatore.

## Direttori
Direttori dell'Istituto dopo la scomparsa di Silvio Zavatti: 
- Mario Marchiori
- Giuliano Liberini
- 1999/2008- Gianluca Frinchillucci
- 2010/2016- Maria Pia Casarini- Wadhams
- 2016/2019- Silvia Illuminati
- 2022/... - Gianluca Frinchillucci

## Spedizioni
Tra il 2001 e il 2009 L'Istituto Geografico Polare ha organizzato 8 missioni di ricerca artiche:
- 2001 - Svalbard
- 2002 - Ammassalik (Groenlandia)
- 2003 - Ammassalik (Groenlandia)
- 2005 - Yamal (Nency) (Russia)
- 2006 - Ammassalik (Groenlandia)
- 2007 - Ammassalik (Groenlandia)
- 2008 - Svalbard  (Ipy Anno Polare Internazionale)

Nel 2001 Gianluca Frinchillucci, direttore del Museo e dell'Istituto, ha ideato il Progetto di ricerca Carta dei Popoli Artici, in collaborazione con il CNR e la Città di Fermo.
La rivista dell'Istituto «Il Polo» esce dal 1945 e viene distribuita in tutto il mondo. 
Direttore responsabile: Renato Zavatti
Direttore Editoriale: Cesare Censi